# Proton X50
Proton X50 — кроссовер малайзийского автоконцерна Proton Edar Sdr Holding, находящийся в производстве с 27 октября 2020 года (первый прототип был представлен 15 сентября 2020 года). Автомобиль является лицензионным клоном китайской модели Geely Binyue, но с незначительными изменениями.

## История
Впервые модель Proton X50 была представлена 15 сентября 2020 года. Представляет собой автомобиль, очень похожий на Geely Binyue, но предназначается для эксплуатации в странах с левосторонним движением.
Автомобиль производится на платформе Geely BMA, совместно разработанной заводами Geely Automobile и Volvo. Дизайн автомобиля разработан Джейми Барреттом.
После Proton X70, это был второй по счёту кроссовер фирмы Proton Edar Sdr Holding. Первый серийный вариант сошёл с конвейера 27 октября 2020 года.
Модификации — Standard, Executive, Premium и Flagship.

## Двигатели
За всю историю производства автомобиль Proton X50 оснащается бензиновым двигателем внутреннего сгорания JLH-3G15TD объёмом 1,5 литра.
| Двигатели внутреннего сгорания | Двигатели внутреннего сгорания | Двигатели внутреннего сгорания | Двигатели внутреннего сгорания | Двигатели внутреннего сгорания |
| Модель                         | Объём и тип двигателя          | Мощность                       | Крутящий момент                | Трансмиссия                    |
| ------------------------------ | ------------------------------ | ------------------------------ | ------------------------------ | ------------------------------ |
| 1.5T PFI                       | 1477 см3, турбонаддув          | 150 л. с. при 5500 об/мин      | 226 Н*м при 1500-4000 об/мин   | 7-скор. DCT                    |
| 1.5 T GDi                      | 1477 см3, турбонаддув          | 177 л. с. при 5500 об/мин      | 255 Н*м при 1500-4000 об/мин   | 7-скор. DCT                    |

## Безопасность
Автомобиль Proton X50 проходил краш-тест.
| ASEAN NCAP                       |                                                                          |
| Оценка                           | 5 из 5 звёзд · 5 из 5 звёзд · 5 из 5 звёзд · 5 из 5 звёзд · 5 из 5 звёзд |
| Безопасность взрослого пассажира | 31.42                                                                    |
| Безопасность ребёнка             | 41.50                                                                    |
| Общая безопасность               | 14.00                                                                    |

## Галерея

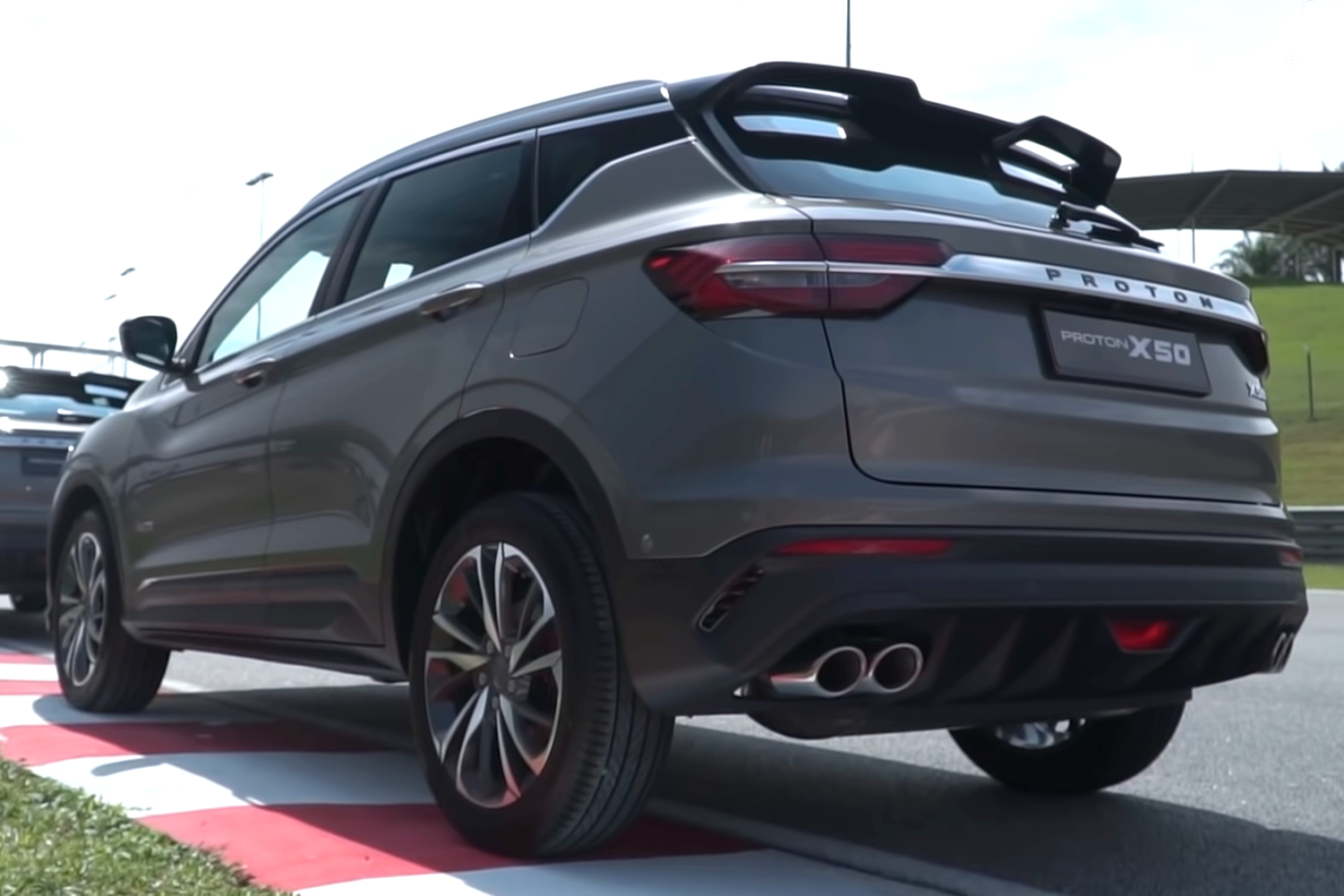
Proton X50 Flagship
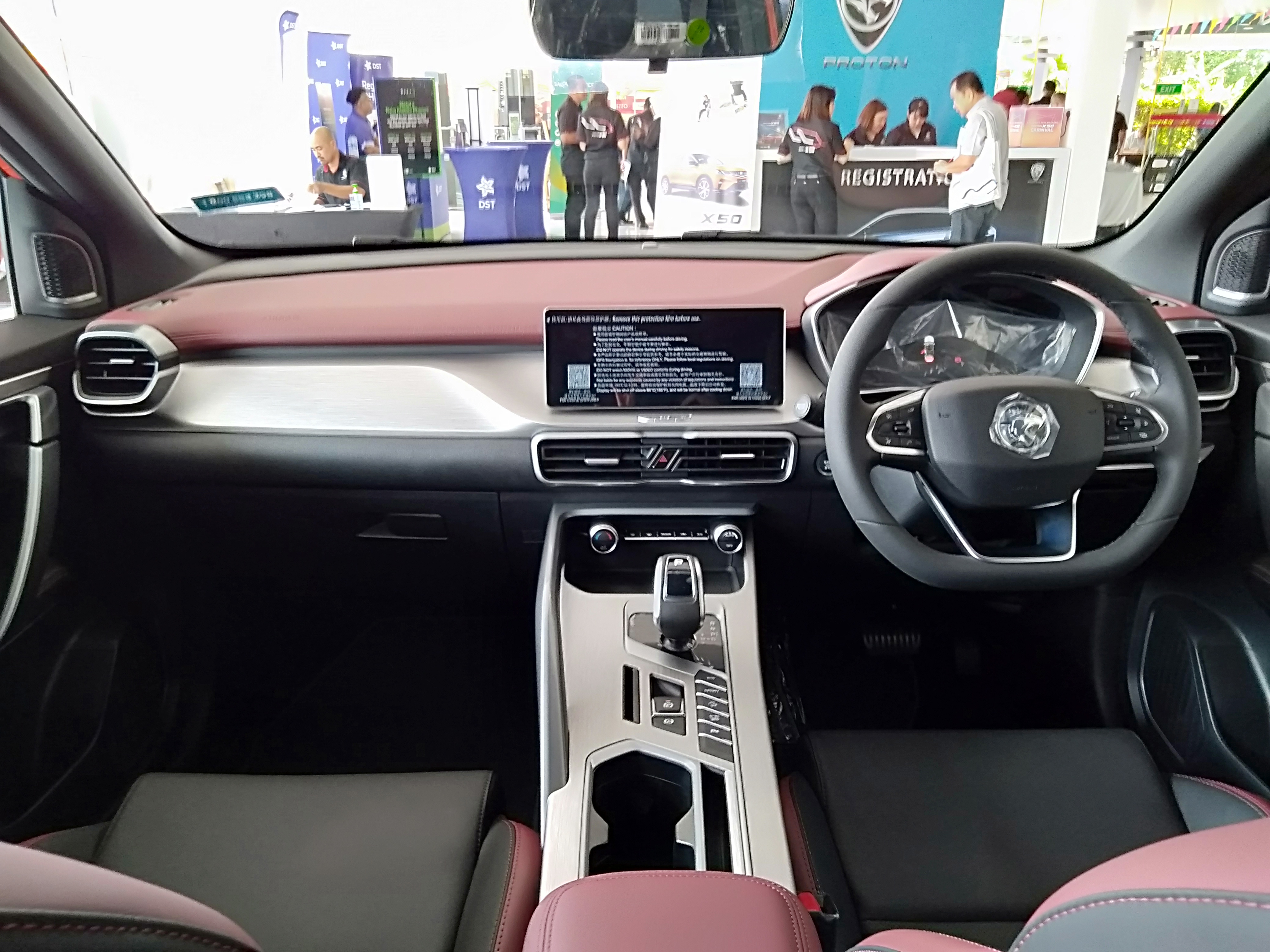
Место водителя
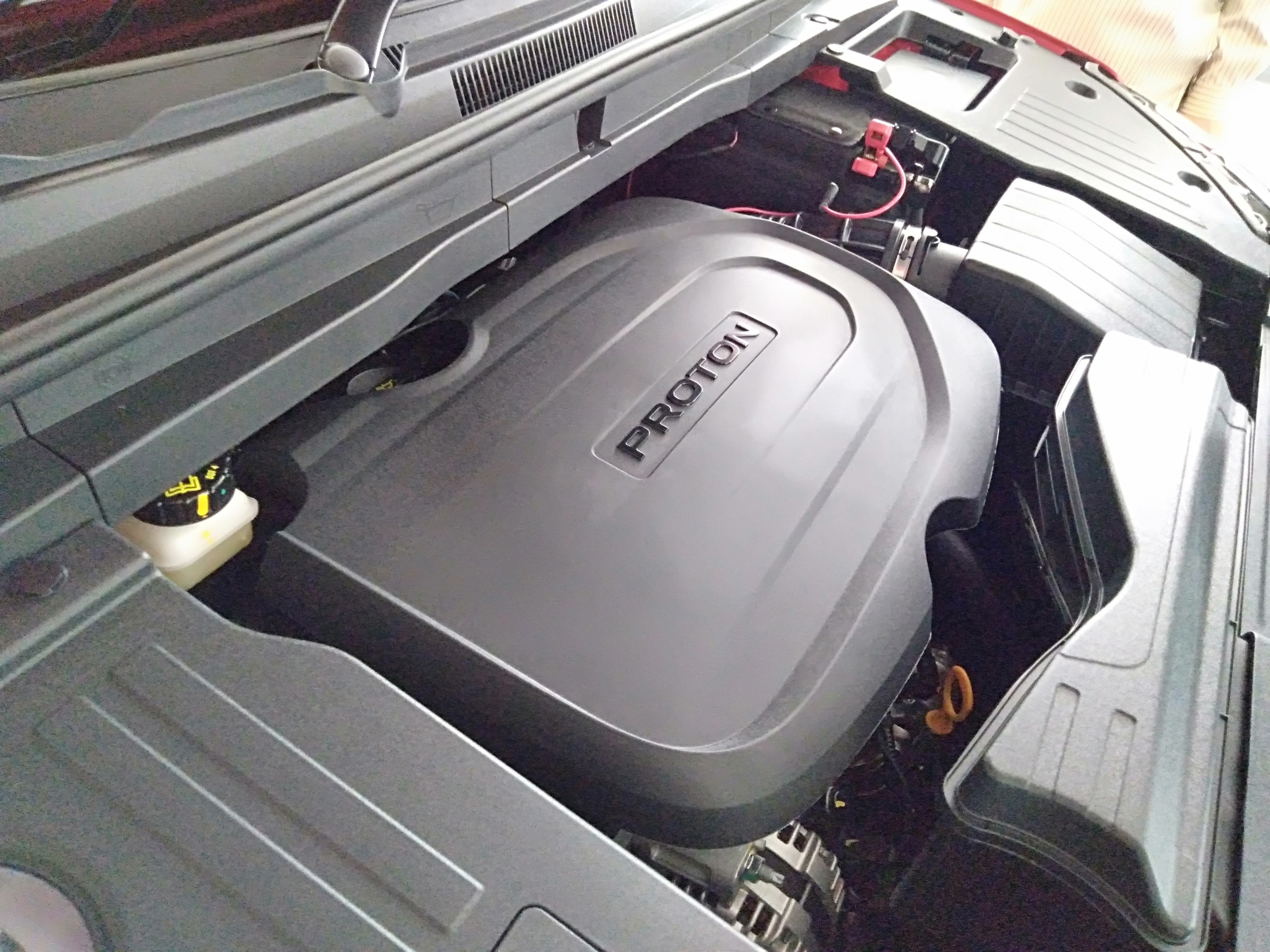
Двигатель